# Leagues Cup 2024
La Leagues Cup 2024 (en español: Copa de Ligas 2024) fue la cuarta edición del torneo internacional y la segunda de carácter oficial, que sirvió como proceso de clasificación para la Copa de Campeones de la Concacaf 2025, formando parte del ecosistema de competiciones de clubes de la Concacaf. Lo organizaron la Major League Soccer y la Liga MX y participaron todos los clubes de ambas ligas. Se llevó a cabo entre el 26 de julio y el 25 de agosto y tuvo lugar en Estados Unidos y Canadá, con un total de 77 partidos.

## Formato
Tuvieron participación todos los clubes de la Liga MX y de la MLS, con un total de cuarenta y siete equipos. Del total, cuarenta y cinco fueron divididos en quince grupos de tres equipos cada uno y avanzaron a la siguiente ronda los dos mejores de cada grupo. Los dos restantes fueron el campeón de la MLS Cup 2023 y el campeón de la Liga MX que acumuló más puntos durante la fase regular de los torneos Clausura y Apertura del año 2023, los que fueron posicionados automáticamente en los dieciseisavos de final.
En la fase de grupos cada equipo jugó dos partidos. En caso de que haya habido empate al final del tiempo reglamentario, se le otorgó un punto a cada contendiente e inmediatamente se ejecutaron tiros desde el punto penal, que otorgaron un punto adicional al ganador. 
Los treinta y dos clasificados disputaron una fase por eliminación directa, que culminó en la final.

## Equipos participantes
| Equipo                    | Ciudad                               |
| ------------------------- | ------------------------------------ |
| América                   | Ciudad de México                     |
| Atlanta United            | Atlanta, Georgia                     |
| Atlas                     | Guadalajara, Jalisco                 |
| Atlético de San Luis      | San Luis Potosí, San Luis Potosí     |
| Austin                    | Austin, Texas                        |
| Charlotte                 | Charlotte, Carolina del Norte        |
| Chicago Fire              | Chicago, Illinois                    |
| Cincinnati                | Cincinnati, Ohio                     |
| Colorado Rapids           | Commerce City, Colorado              |
| Columbus Crew             | Columbus, Ohio                       |
| Cruz Azul                 | Ciudad de México                     |
| FC Dallas                 | Frisco, Texas                        |
| DC United                 | Washington D. C.                     |
| Guadalajara               | Zapopan, Jalisco                     |
| Houston Dynamo            | Houston, Texas                       |
| Inter de Miami            | Fort Lauderdale, Florida             |
| Juárez                    | Ciudad Juárez, Chihuahua             |
| León                      | León, Guanajuato                     |
| Los Angeles Football Club | Los Ángeles, California              |
| Los Angeles Galaxy        | Carson, California                   |
| Mazatlán                  | Mazatlán, Sinaloa                    |
| Minnesota United          | Saint Paul, Minnesota                |
| Monterrey                 | Monterrey, Nuevo León                |
| Montréal                  | Montreal, Quebec                     |
| Nashville                 | Nashville, Tennessee                 |
| Necaxa                    | Aguascalientes, Aguascalientes       |
| New England Revolution    | Foxborough, Massachusetts            |
| New York City             | Nueva York, Nueva York               |
| New York Red Bulls        | Harrison, Nueva Jersey               |
| Orlando City              | Orlando, Florida                     |
| Pachuca                   | Pachuca, Hidalgo                     |
| Philadelphia Union        | Chester, Pensilvania                 |
| Portland Timbers          | Portland, Oregón                     |
| Puebla                    | Puebla, Puebla                       |
| Universidad Nacional      | Ciudad de México                     |
| Querétaro                 | Querétaro, Querétaro                 |
| Real Salt Lake            | Sandy, Utah                          |
| St. Louis City            | San Luis, Misuri                     |
| San Jose Earthquakes      | San José, California                 |
| Santos Laguna             | Torreón, Coahuila                    |
| Seattle Sounders          | Seattle, Washington                  |
| Sporting Kansas City      | Kansas City, Kansas                  |
| Tigres UANL               | San Nicolás de los Garza, Nuevo León |
| Tijuana                   | Tijuana, Baja California             |
| Toluca                    | Toluca, Estado de México             |
| Toronto                   | Toronto, Ontario                     |
| Vancouver Whitecaps       | Vancouver, Columbia Británica        |

### Sorteo
Para sortear a los participantes de la fase de grupos, los equipos estadounidenses se enlistaron según su posición en la MLS Supporters' Shield 2023, mientras que los mexicanos lo hicieron según la tabla acumulada de los torneos Clausura y Apertura del año 2023. Los 47 equipos fueron divididos en tres bombos y asignados un cupo dependiendo de sus estadísticas del año anterior.
Cada uno de los grupos se conforma con un equipo por cada bombo y siendo asignados los grupos priorizando la proximidad geográfica de los Estados Unidos, dividiendo los grupos en ocho grupos de la Zona Oeste y siete grupos de la Zona Este. Sin embargo, para el caso de los cuatro mejores equipos de la Liga MX, América, Monterrey, Guadalajara y Tigres UANL; se les dio el privilegio de fungir como locales administrativamente en la fase de grupos y ciertas rondas posteriores en caso de avanzar. Las sedes de estos equipos se anunciarán en fechas posteriores.
Este cambio se originó debido a una queja del presidente del Monterrey sobre la ventaja que tuvieron los clubes de la MLS en la edición pasada en cuanto a la distancia de viajes, ya que los rayados tuvieron que viajar 12 200 kilómetros (7580,7 mi) durante el torneo y fueron el último club mexicano en ser eliminado.
| Equipo                 | Puntos | DG  | Sembrado |
| ---------------------- | ------ | --- | -------- |
| América                | 74     | +38 | 16F      |
| Monterrey              | 73     | +33 | 1        |
| Cincinnati             | 69     | +18 | 2        |
| Orlando City           | 63     | +16 | 3        |
| Guadalajara            | 61     | +10 | 4        |
| Columbus Crew          | 57     | +21 | 16F      |
| St. Louis City         | 56     | +17 | 5        |
| Tigres UANL            | 55     | +17 | 6        |
| Philadelphia Union     | 55     | +16 | 7        |
| New England Revolution | 55     | +12 | 8        |
| Toluca                 | 53     | +19 | 9        |
| León                   | 53     | +11 | 10       |
| Seattle Sounders       | 53     | +9  | 11       |
| Pachuca                | 53     | -3  | 12       |
| Los Angeles            | 52     | +15 | 13       |
| Houston Dynamo         | 51     | +13 | 14       |
| Atlanta United         | 51     | +13 | 15       |

| Equipo               | Puntos | DG  | Sembrado |
| -------------------- | ------ | --- | -------- |
| Real Salt Lake       | 50     | +2  | 16       |
| Nashville            | 49     | +7  | 17       |
| Vancouver Whitecaps  | 48     | +7  | 18       |
| Dallas               | 46     | +4  | 19       |
| Pumas UNAM           | 46     | +1  | 20       |
| Puebla               | 45     | -7  | 21       |
| Sporting Kansas City | 44     | -3  | 22       |
| San Jose Earthquakes | 44     | -4  | 23       |
| New York Red Bulls   | 43     | -3  | 24       |
| Charlotte            | 43     | -7  | 25       |
| Portland Timbers     | 43     | -12 | 26       |
| Atlético San Luis    | 42     | 0   | 27       |
| Santos Laguna        | 42     | -17 | 28       |
| New York City        | 41     | -4  | 29       |
| Minnesota United     | 41     | -5  | 30       |

| Equipo             | Puntos | DG  | Sembrado |
| ------------------ | ------ | --- | -------- |
| Cruz Azul          | 41     | -9  | 31       |
| Montréal           | 41     | -16 | 32       |
| D.C. United        | 40     | -4  | 33       |
| Chicago Fire       | 40     | -12 | 34       |
| Austin             | 39     | -6  | 35       |
| Querétaro          | 39     | -16 | 36       |
| Atlas              | 38     | -5  | 37       |
| Tijuana            | 36     | -13 | 38       |
| Los Angeles Galaxy | 36     | -16 | 39       |
| Inter Miami        | 34     | -13 | 40       |
| Juárez             | 33     | -18 | 41       |
| Necaxa             | 29     | -17 | 42       |
| Mazatlán           | 29     | -24 | 43       |
| Colorado Rapids    | 27     | -28 | 44       |
| Toronto            | 22     | -33 | 45       |

## Fase de grupos
– Clasificados a la fase eliminatoria.
Los cuatro equipos mejor posicionados de la Liga MX recibieron derecho de "localía" que los dejará posicionarse en una región definida y con prioridad por encima de los clubes de la MLS. En esta edición:
- América (campeón de la Liga) tendrá privilegios de local hasta las semifinales jugando de local en el Snapdragon Stadium en San Diego.
- Monterrey (N° 1 del ranking) tendrá privilegios de local hasta los cuartos de final jugando de local en el Q2 Stadium en Austin.
- Guadalajara (N° 4 del ranking) tendrá privilegios de local hasta los dieciseisavos jugando de local en el Levi's Stadium en Santa Clara.
- Tigres UANL (N° 6 del ranking) tendrá privilegios de local toda la fase de grupos jugando de local en el Shell Energy Stadium en Houston.

### Región Oeste

#### Oeste 1
| Equipo     | PJ | PG | PGP | PPP | PP | GF | GC | DG | Pts. |
| ---------- | -- | -- | --- | --- | -- | -- | -- | -- | ---- |
| Austin     | 2  | 2  | 0   | 0   | 0  | 5  | 2  | 3  | 6    |
| Pumas UNAM | 2  | 0  | 1   | 0   | 1  | 3  | 4  | –1 | 2    |
| Monterrey  | 2  | 0  | 0   | 1   | 1  | 1  | 3  | –2 | 1    |

| \| Fecha \| Lugar \| Local \| Resultado \| Visitante \| \| ----------- \| ------ \| ---------- \| ------------ \| ---------- \| \| 26 de julio \| Austin \| Pumas UNAM \| 2–3 \| Austin \| \| 30 de julio \| Austin \| Monterrey \| 0–2 \| Austin \| \| 3 de agosto \| Austin \| Monterrey \| 1–1 (0–3 p.) \| Pumas UNAM \| |        |            |              |            |
| Fecha | Lugar  | Local      | Resultado    | Visitante  |
| 26 de julio | Austin | Pumas UNAM | 2–3          | Austin     |
| 30 de julio | Austin | Monterrey  | 0–2          | Austin     |
| 3 de agosto | Austin | Monterrey  | 1–1 (0–3 p.) | Pumas UNAM |

#### Oeste 2
| Equipo               | PJ | PG | PGP | PPP | PP | GF | GC | DG | Pts. |
| -------------------- | -- | -- | --- | --- | -- | -- | -- | -- | ---- |
| LA Galaxy            | 2  | 1  | 1   | 0   | 0  | 4  | 3  | 1  | 5    |
| San Jose Earthquakes | 2  | 0  | 1   | 0   | 1  | 2  | 3  | –1 | 2    |
| Guadalajara          | 2  | 0  | 0   | 2   | 0  | 3  | 3  | 0  | 2    |

| \| Fecha \| Lugar \| Local \| Resultado \| Visitante \| \| ----------- \| ----------- \| -------------------- \| ------------ \| -------------------- \| \| 27 de julio \| Santa Clara \| Guadalajara \| 1–1 (3–4 p.) \| San Jose Earthquakes \| \| 31 de julio \| San José \| San Jose Earthquakes \| 1–2 \| LA Galaxy \| \| 4 de agosto \| Carson \| Guadalajara \| 2–2 (4–5 p.) \| LA Galaxy \| |             |                      |              |                      |
| Fecha | Lugar       | Local                | Resultado    | Visitante            |
| 27 de julio | Santa Clara | Guadalajara          | 1–1 (3–4 p.) | San Jose Earthquakes |
| 31 de julio | San José    | San Jose Earthquakes | 1–2          | LA Galaxy            |
| 4 de agosto | Carson      | Guadalajara          | 2–2 (4–5 p.) | LA Galaxy            |

#### Oeste 3
| Equipo         | PJ | PG | PGP | PPP | PP | GF | GC | DG | Pts. |
| -------------- | -- | -- | --- | --- | -- | -- | -- | -- | ---- |
| Juárez         | 2  | 1  | 1   | 0   | 0  | 3  | 1  | 2  | 5    |
| St. Louis City | 2  | 1  | 0   | 1   | 0  | 3  | 2  | 1  | 4    |
| Dallas         | 2  | 0  | 0   | 0   | 2  | 1  | 4  | –3 | 0    |

| \| Fecha \| Lugar \| Local \| Resultado \| Visitante \| \| ----------- \| -------- \| -------------- \| ------------ \| --------- \| \| 27 de julio \| San Luis \| St. Louis City \| 2–1 \| Dallas \| \| 31 de julio \| Frisco \| Dallas \| 0–2 \| Juárez \| \| 4 de agosto \| San Luis \| St. Louis City \| 1–1 (1–4 p.) \| Juárez \| |          |                |              |           |
| Fecha | Lugar    | Local          | Resultado    | Visitante |
| 27 de julio | San Luis | St. Louis City | 2–1          | Dallas    |
| 31 de julio | Frisco   | Dallas         | 0–2          | Juárez    |
| 4 de agosto | San Luis | St. Louis City | 1–1 (1–4 p.) | Juárez    |

#### Oeste 4
| Equipo               | PJ | PG | PGP | PPP | PP | GF | GC | DG | Pts. |
| -------------------- | -- | -- | --- | --- | -- | -- | -- | -- | ---- |
| Toluca               | 2  | 2  | 0   | 0   | 0  | 5  | 2  | 3  | 6    |
| Sporting Kansas City | 2  | 1  | 0   | 0   | 1  | 3  | 3  | 0  | 3    |
| Chicago Fire         | 2  | 0  | 0   | 0   | 2  | 2  | 5  | –3 | 0    |

| \| Fecha \| Lugar \| Local \| Resultado \| Visitante \| \| ----------- \| ----------- \| -------------------- \| --------- \| -------------------- \| \| 28 de julio \| Kansas City \| Sporting Kansas City \| 2–1 \| Chicago Fire \| \| 1 de agosto \| Bridgeview \| Toluca \| 3–1 \| Chicago Fire \| \| 5 de agosto \| Kansas City \| Toluca \| 2–1 \| Sporting Kansas City \| |             |                      |           |                      |
| Fecha | Lugar       | Local                | Resultado | Visitante            |
| 28 de julio | Kansas City | Sporting Kansas City | 2–1       | Chicago Fire         |
| 1 de agosto | Bridgeview  | Toluca               | 3–1       | Chicago Fire         |
| 5 de agosto | Kansas City | Toluca               | 2–1       | Sporting Kansas City |

#### Oeste 5
| Equipo           | PJ | PG | PGP | PPP | PP | GF | GC | DG | Pts. |
| ---------------- | -- | -- | --- | --- | -- | -- | -- | -- | ---- |
| Portland Timbers | 2  | 2  | 0   | 0   | 0  | 6  | 1  | 5  | 6    |
| Colorado Rapids  | 2  | 0  | 1   | 0   | 1  | 1  | 5  | –4 | 2    |
| León             | 2  | 0  | 0   | 1   | 1  | 2  | 3  | –1 | 1    |

| \| Fecha \| Lugar \| Local \| Resultado \| Visitante \| \| ----------- \| ------------- \| ---------------- \| ------------ \| ---------------- \| \| 28 de julio \| Portland \| León \| 1–2 \| Portland Timbers \| \| 1 de agosto \| Portland \| Portland Timbers \| 4–0 \| Colorado Rapids \| \| 5 de agosto \| Commerce City \| León \| 1–1 (3–4 p.) \| Colorado Rapids \| |               |                  |              |                  |
| Fecha | Lugar         | Local            | Resultado    | Visitante        |
| 28 de julio | Portland      | León             | 1–2          | Portland Timbers |
| 1 de agosto | Portland      | Portland Timbers | 4–0          | Colorado Rapids  |
| 5 de agosto | Commerce City | León             | 1–1 (3–4 p.) | Colorado Rapids  |

#### Oeste 6
| Equipo           | PJ | PG | PGP | PPP | PP | GF | GC | DG | Pts. |
| ---------------- | -- | -- | --- | --- | -- | -- | -- | -- | ---- |
| Necaxa           | 2  | 1  | 0   | 0   | 1  | 3  | 2  | 1  | 3    |
| Seattle Sounders | 2  | 1  | 0   | 0   | 1  | 3  | 3  | 0  | 3    |
| Minnesota United | 2  | 1  | 0   | 0   | 1  | 1  | 2  | –1 | 3    |

| \| Fecha \| Lugar \| Local \| Resultado \| Visitante \| \| ----------- \| ---------- \| ---------------- \| --------- \| ---------------- \| \| 26 de julio \| Seattle \| Seattle Sounders \| 2–0 \| Minnesota United \| \| 30 de julio \| Saint Paul \| Minnesota United \| 1–0 \| Necaxa \| \| 4 de agosto \| Seattle \| Seattle Sounders \| 1–3 \| Necaxa \| |            |                  |           |                  |
| Fecha | Lugar      | Local            | Resultado | Visitante        |
| 26 de julio | Seattle    | Seattle Sounders | 2–0       | Minnesota United |
| 30 de julio | Saint Paul | Minnesota United | 1–0       | Necaxa           |
| 4 de agosto | Seattle    | Seattle Sounders | 1–3       | Necaxa           |

#### Oeste 7
| Equipo              | PJ | PG | PGP | PPP | PP | GF | GC | DG | Pts. |
| ------------------- | -- | -- | --- | --- | -- | -- | -- | -- | ---- |
| Vancouver Whitecaps | 2  | 1  | 1   | 0   | 0  | 5  | 3  | 2  | 5    |
| Los Angeles         | 2  | 1  | 0   | 1   | 0  | 5  | 2  | 3  | 4    |
| Tijuana             | 2  | 0  | 0   | 0   | 2  | 1  | 6  | –5 | 0    |

| \| Fecha \| Lugar \| Local \| Resultado \| Visitante \| \| ----------- \| ----------- \| ------------------- \| ------------ \| ------------------- \| \| 26 de julio \| Los Ángeles \| Los Angeles \| 3–0 \| Tijuana \| \| 30 de julio \| Los Ángeles \| Los Angeles \| 2–2 (2–4 p.) \| Vancouver Whitecaps \| \| 3 de agosto \| Vancouver \| Vancouver Whitecaps \| 3–1 \| Tijuana \| |             |                     |              |                     |
| Fecha | Lugar       | Local               | Resultado    | Visitante           |
| 26 de julio | Los Ángeles | Los Angeles         | 3–0          | Tijuana             |
| 30 de julio | Los Ángeles | Los Angeles         | 2–2 (2–4 p.) | Vancouver Whitecaps |
| 3 de agosto | Vancouver   | Vancouver Whitecaps | 3–1          | Tijuana             |

#### Oeste 8
| Equipo         | PJ | PG | PGP | PPP | PP | GF | GC | DG | Pts. |
| -------------- | -- | -- | --- | --- | -- | -- | -- | -- | ---- |
| Houston Dynamo | 2  | 1  | 0   | 0   | 1  | 3  | 1  | 2  | 3    |
| Atlas          | 2  | 1  | 0   | 0   | 1  | 2  | 2  | 0  | 3    |
| Real Salt Lake | 2  | 1  | 0   | 0   | 1  | 2  | 4  | –2 | 3    |

| \| Fecha \| Lugar \| Local \| Resultado \| Visitante \| \| ----------- \| ------- \| -------------- \| --------- \| -------------- \| \| 27 de julio \| Houston \| Houston Dynamo \| 0–1 \| Atlas \| \| 1 de agosto \| Sandy \| Real Salt Lake \| 2–1 \| Atlas \| \| 5 de agosto \| Houston \| Houston Dynamo \| 3–0 \| Real Salt Lake \| |         |                |           |                |
| Fecha | Lugar   | Local          | Resultado | Visitante      |
| 27 de julio | Houston | Houston Dynamo | 0–1       | Atlas          |
| 1 de agosto | Sandy   | Real Salt Lake | 2–1       | Atlas          |
| 5 de agosto | Houston | Houston Dynamo | 3–0       | Real Salt Lake |

### Región Este

#### Este 1
| Equipo        | PJ | PG | PGP | PPP | PP | GF | GC | DG | Pts. |
| ------------- | -- | -- | --- | --- | -- | -- | -- | -- | ---- |
| Cincinnati    | 2  | 2  | 0   | 0   | 0  | 5  | 2  | 3  | 6    |
| New York City | 2  | 0  | 1   | 0   | 1  | 2  | 4  | –2 | 2    |
| Querétaro     | 2  | 0  | 0   | 1   | 1  | 0  | 1  | –1 | 1    |

| \| Fecha \| Lugar \| Local \| Resultado \| Visitante \| \| ----------- \| ---------- \| ------------- \| ------------ \| ------------- \| \| 28 de julio \| Bronx \| New York City \| 0–0 (4–3 p.) \| Querétaro \| \| 1 de agosto \| Cincinnati \| Cincinnati \| 1–0 \| Querétaro \| \| 5 de agosto \| Cincinnati \| Cincinnati \| 4–2 \| New York City \| |            |               |              |               |
| Fecha | Lugar      | Local         | Resultado    | Visitante     |
| 28 de julio | Bronx      | New York City | 0–0 (4–3 p.) | Querétaro     |
| 1 de agosto | Cincinnati | Cincinnati    | 1–0          | Querétaro     |
| 5 de agosto | Cincinnati | Cincinnati    | 4–2          | New York City |

#### Este 2
| Equipo               | PJ | PG | PGP | PPP | PP | GF | GC | DG | Pts. |
| -------------------- | -- | -- | --- | --- | -- | -- | -- | -- | ---- |
| Orlando City         | 2  | 1  | 1   | 0   | 0  | 5  | 2  | 3  | 5    |
| Montréal             | 2  | 1  | 0   | 0   | 1  | 4  | 6  | –2 | 3    |
| Atlético de San Luis | 2  | 0  | 0   | 1   | 1  | 3  | 4  | –1 | 1    |

| \| Fecha \| Lugar \| Local \| Resultado \| Visitante \| \| ----------- \| -------- \| -------------------- \| ------------ \| -------------------- \| \| 26 de julio \| Orlando \| Orlando City \| 4–1 \| Montréal \| \| 30 de julio \| Montreal \| Atlético de San Luis \| 2–3 \| Montréal \| \| 4 de agosto \| Orlando \| Orlando City \| 1–1 (5–4 p.) \| Atlético de San Luis \| |          |                      |              |                      |
| Fecha | Lugar    | Local                | Resultado    | Visitante            |
| 26 de julio | Orlando  | Orlando City         | 4–1          | Montréal             |
| 30 de julio | Montreal | Atlético de San Luis | 2–3          | Montréal             |
| 4 de agosto | Orlando  | Orlando City         | 1–1 (5–4 p.) | Atlético de San Luis |

#### Este 3
| Equipo      | PJ | PG | PGP | PPP | PP | GF | GC | DG | Pts. |
| ----------- | -- | -- | --- | --- | -- | -- | -- | -- | ---- |
| Tigres UANL | 2  | 2  | 0   | 0   | 0  | 4  | 2  | 2  | 6    |
| Inter Miami | 2  | 1  | 0   | 0   | 1  | 3  | 2  | 1  | 3    |
| Puebla      | 2  | 0  | 0   | 0   | 2  | 1  | 4  | –3 | 0    |

| \| Fecha \| Lugar \| Local \| Resultado \| Visitante \| \| ----------- \| --------------- \| ----------- \| --------- \| ----------- \| \| 27 de julio \| Fort Lauderdale \| Puebla \| 0–2 \| Inter Miami \| \| 31 de julio \| Houston \| Tigres UANL \| 2–1 \| Puebla \| \| 3 de agosto \| Houston \| Tigres UANL \| 2–1 \| Inter Miami \| |                 |             |           |             |
| Fecha | Lugar           | Local       | Resultado | Visitante   |
| 27 de julio | Fort Lauderdale | Puebla      | 0–2       | Inter Miami |
| 31 de julio | Houston         | Tigres UANL | 2–1       | Puebla      |
| 3 de agosto | Houston         | Tigres UANL | 2–1       | Inter Miami |

#### Este 4
| Equipo             | PJ | PG | PGP | PPP | PP | GF | GC | DG | Pts. |
| ------------------ | -- | -- | --- | --- | -- | -- | -- | -- | ---- |
| Philadelphia Union | 2  | 1  | 0   | 1   | 0  | 2  | 1  | 1  | 4    |
| Cruz Azul          | 2  | 0  | 1   | 1   | 0  | 1  | 1  | 0  | 3    |
| Charlotte          | 2  | 0  | 1   | 0   | 1  | 0  | 1  | –1 | 2    |

| \| Fecha \| Lugar \| Local \| Resultado \| Visitante \| \| ----------- \| --------- \| ------------------ \| ------------ \| --------- \| \| 27 de julio \| Chester \| Philadelphia Union \| 1–0 \| Charlotte \| \| 31 de julio \| Charlotte \| Charlotte \| 0–0 (4–2 p.) \| Cruz Azul \| \| 4 de agosto \| Chester \| Philadelphia Union \| 1–1 (3–5 p.) \| Cruz Azul \| |           |                    |              |           |
| Fecha | Lugar     | Local              | Resultado    | Visitante |
| 27 de julio | Chester   | Philadelphia Union | 1–0          | Charlotte |
| 31 de julio | Charlotte | Charlotte          | 0–0 (4–2 p.) | Cruz Azul |
| 4 de agosto | Chester   | Philadelphia Union | 1–1 (3–5 p.) | Cruz Azul |

#### Este 5
| Equipo                 | PJ | PG | PGP | PPP | PP | GF | GC | DG | Pts. |
| ---------------------- | -- | -- | --- | --- | -- | -- | -- | -- | ---- |
| New England Revolution | 2  | 1  | 1   | 0   | 0  | 2  | 1  | 1  | 5    |
| Mazatlán               | 2  | 1  | 0   | 0   | 1  | 2  | 1  | 1  | 3    |
| Nashville              | 2  | 0  | 0   | 1   | 1  | 1  | 3  | –2 | 1    |

| \| Fecha \| Lugar \| Local \| Resultado \| Visitante \| \| ----------- \| ---------- \| ---------------------- \| ------------ \| --------- \| \| 27 de julio \| Foxborough \| New England Revolution \| 1–0 \| Mazatlán \| \| 31 de julio \| Nashville \| Nashville \| 0–2 \| Mazatlán \| \| 6 de agosto \| Foxborough \| New England Revolution \| 1–1 (5–4 p.) \| Nashville \| |            |                        |              |           |
| Fecha | Lugar      | Local                  | Resultado    | Visitante |
| 27 de julio | Foxborough | New England Revolution | 1–0          | Mazatlán  |
| 31 de julio | Nashville  | Nashville              | 0–2          | Mazatlán  |
| 6 de agosto | Foxborough | New England Revolution | 1–1 (5–4 p.) | Nashville |

#### Este 6
| Equipo             | PJ | PG | PGP | PPP | PP | GF | GC | DG | Pts. |
| ------------------ | -- | -- | --- | --- | -- | -- | -- | -- | ---- |
| Toronto            | 2  | 1  | 1   | 0   | 0  | 2  | 1  | 1  | 5    |
| Pachuca            | 2  | 0  | 1   | 0   | 1  | 2  | 3  | –1 | 2    |
| New York Red Bulls | 2  | 0  | 0   | 2   | 0  | 1  | 1  | 0  | 2    |

| \| Fecha \| Lugar \| Local \| Resultado \| Visitante \| \| ----------- \| -------- \| ------------------ \| ------------ \| ------------------ \| \| 27 de julio \| Harrison \| New York Red Bulls \| 0–0 (4–5 p.) \| Toronto \| \| 30 de julio \| Harrison \| Pachuca \| 1–1 (5–4 p.) \| New York Red Bulls \| \| 4 de agosto \| Toronto \| Pachuca \| 1–2 \| Toronto \| |          |                    |              |                    |
| Fecha | Lugar    | Local              | Resultado    | Visitante          |
| 27 de julio | Harrison | New York Red Bulls | 0–0 (4–5 p.) | Toronto            |
| 30 de julio | Harrison | Pachuca            | 1–1 (5–4 p.) | New York Red Bulls |
| 4 de agosto | Toronto  | Pachuca            | 1–2          | Toronto            |

#### Este 7
| Equipo         | PJ | PG | PGP | PPP | PP | GF | GC | DG | Pts. |
| -------------- | -- | -- | --- | --- | -- | -- | -- | -- | ---- |
| DC United      | 2  | 1  | 1   | 0   | 0  | 6  | 3  | 3  | 5    |
| Santos Laguna  | 2  | 0  | 1   | 0   | 1  | 0  | 3  | –3 | 2    |
| Atlanta United | 2  | 0  | 0   | 2   | 0  | 3  | 3  | 0  | 2    |

| \| Fecha \| Lugar \| Local \| Resultado \| Visitante \| \| ----------- \| ------------- \| -------------- \| ------------ \| ------------- \| \| 26 de julio \| Atlanta \| Atlanta United \| 3–3 (5–6 p.) \| DC United \| \| 31 de julio \| Chester[n. 1] \| Santos Laguna \| 0–3 \| DC United \| \| 4 de agosto \| Atlanta \| Atlanta United \| 0–0 (3–5 p.) \| Santos Laguna \| |         |                |              |               |
| Fecha | Lugar   | Local          | Resultado    | Visitante     |
| 26 de julio | Atlanta | Atlanta United | 3–3 (5–6 p.) | DC United     |
| 31 de julio | Chester | Santos Laguna  | 0–3          | DC United     |
| 4 de agosto | Atlanta | Atlanta United | 0–0 (3–5 p.) | Santos Laguna |

## Fase eliminatoria

### Cuadro de desarrollo
Equipos que ingresaron directamente en esta ronda:
- Campeón de la MLS Cup 2023: Columbus Crew.
- Campeón con más puntos en la tabla acumulada de los torneos Clausura y Apertura de 2023: América.

|  | Dieciseisavos de final | Dieciseisavos de final | Dieciseisavos de final |                      |                  | Octavos de final | Octavos de final | Octavos de final |  |                         | Cuartos de final        | Cuartos de final | Cuartos de final |  |                    | Semifinales        | Semifinales | Semifinales |                    |                              | Final                        | Final                        | Final |  |
|  |                        |                        |                        |                      |                  |                  |                  |                  |  |                         |                         |                  |                  |  |                    |                    |             |             |                    |                              |                              |                              |       |  |
|  |                        |                        |                        |                      |                  |                  |                  |                  |  |                         |                         |                  |                  |  |                    |                    |             |             |                    |                              |                              |                              |       |  |
|  | LMX                    | América                | 2                      |                      |                  |                  |                  |                  |  |                         |                         |                  |                  |  |                    |                    |             |             |                    |                              |                              |                              |       |  |
|  | LMX                    | América                | 2                      |                      |                  |                  |                  |                  |  |                         |                         |                  |                  |  |                    |                    |             |             |                    |                              |                              |                              |       |  |
|  | O8-2                   | Atlas                  | 1                      |                      |                  |                  |                  |                  |  |                         |                         |                  |                  |  |                    |                    |             |             |                    |                              |                              |                              |       |  |
|  | O8-2                   | Atlas                  | 1                      |                      | América          | América          | 4                |                  |  |                         |                         |                  |                  |  |                    |                    |             |             |                    |                              |                              |                              |       |  |
|  |                        |                        |                        |                      | América          | América          | 4                |                  |  |                         |                         |                  |                  |  |                    |                    |             |             |                    |                              |                              |                              |       |  |
|  |                        |                        | St. Louis City         | St. Louis City       | 2                |                  |                  |                  |  |                         |                         |                  |                  |  |                    |                    |             |             |                    |                              |                              |                              |       |  |
|  | O3-2                   | St. Louis City         | St. Louis City         | St. Louis City       | 2                | 3                |                  |                  |  |                         |                         |                  |                  |  |                    |                    |             |             |                    |                              |                              |                              |       |  |
|  | O3-2                   | St. Louis City         |                        |                      |                  |                  |                  |                  |  |                         |                         |                  |                  |  |                    |                    |             |             |                    |                              |                              |                              |       |  |
|  | O5-1                   | Portland Timbers       | 1                      |                      |                  |                  |                  |                  |  |                         |                         |                  |                  |  |                    |                    |             |             |                    |                              |                              |                              |       |  |
|  | O5-1                   | Portland Timbers       | 1                      |                      |                  |                  |                  |                  |  | América                 | América                 | 0 (8)            |                  |  |                    |                    |             |             |                    |                              |                              |                              |       |  |
|  |                        |                        |                        |                      |                  |                  |                  |                  |  | América                 | América                 | 0 (8)            |                  |  |                    |                    |             |             |                    |                              |                              |                              |       |  |
|  |                        |                        | Colorado Rapids (p.)   | Colorado Rapids (p.) | 0 (9)            |                  |                  |                  |  |                         |                         |                  |                  |  |                    |                    |             |             |                    |                              |                              |                              |       |  |
|  | O4-1                   | Toluca (p.)            | Colorado Rapids (p.)   | Colorado Rapids (p.) | 0 (9)            | 2 (5)            |                  |                  |  |                         |                         |                  |                  |  |                    |                    |             |             |                    |                              |                              |                              |       |  |
|  | O4-1                   | Toluca (p.)            |                        |                      |                  |                  |                  |                  |  |                         |                         |                  |                  |  |                    |                    |             |             |                    |                              |                              |                              |       |  |
|  | O8-1                   | Houston Dynamo         | 2 (4)                  |                      |                  |                  |                  |                  |  |                         |                         |                  |                  |  |                    |                    |             |             |                    |                              |                              |                              |       |  |
|  | O8-1                   | Houston Dynamo         | 2 (4)                  |                      | Toluca           | Toluca           | 1                |                  |  |                         |                         |                  |                  |  |                    |                    |             |             |                    |                              |                              |                              |       |  |
|  |                        |                        |                        |                      | Toluca           | Toluca           | 1                |                  |  |                         |                         |                  |                  |  |                    |                    |             |             |                    |                              |                              |                              |       |  |
|  |                        |                        | Colorado Rapids        | Colorado Rapids      | 2                |                  |                  |                  |  |                         |                         |                  |                  |  |                    |                    |             |             |                    |                              |                              |                              |       |  |
|  | O5-2                   | Colorado Rapids        | Colorado Rapids        | Colorado Rapids      | 2                | 3                |                  |                  |  |                         |                         |                  |                  |  |                    |                    |             |             |                    |                              |                              |                              |       |  |
|  | O5-2                   | Colorado Rapids        |                        |                      |                  |                  |                  |                  |  |                         |                         |                  |                  |  |                    |                    |             |             |                    |                              |                              |                              |       |  |
|  | O3-1                   | Juárez                 | 2                      |                      |                  |                  |                  |                  |  |                         |                         |                  |                  |  |                    |                    |             |             |                    |                              |                              |                              |       |  |
|  | O3-1                   | Juárez                 | 2                      |                      |                  |                  |                  |                  |  |                         |                         |                  |                  |  | Colorado Rapids    | Colorado Rapids    | 0           |             |                    |                              |                              |                              |       |  |
|  |                        |                        |                        |                      |                  |                  |                  |                  |  |                         |                         |                  |                  |  | Colorado Rapids    | Colorado Rapids    | 0           |             |                    |                              |                              |                              |       |  |
|  |                        |                        | Los Angeles            | Los Angeles          | 4                |                  |                  |                  |  |                         |                         |                  |                  |  |                    |                    |             |             |                    |                              |                              |                              |       |  |
|  | O2-1                   | LA Galaxy              | Los Angeles            | Los Angeles          | 4                | 1                |                  |                  |  |                         |                         |                  |                  |  |                    |                    |             |             |                    |                              |                              |                              |       |  |
|  | O2-1                   | LA Galaxy              |                        |                      |                  |                  |                  |                  |  |                         |                         |                  |                  |  |                    |                    |             |             |                    |                              |                              |                              |       |  |
|  | O6-2                   | Seattle Sounders       | 3                      |                      |                  |                  |                  |                  |  |                         |                         |                  |                  |  |                    |                    |             |             |                    |                              |                              |                              |       |  |
|  | O6-2                   | Seattle Sounders       | 3                      |                      | Seattle Sounders | Seattle Sounders | 4                |                  |  |                         |                         |                  |                  |  |                    |                    |             |             |                    |                              |                              |                              |       |  |
|  |                        |                        |                        |                      | Seattle Sounders | Seattle Sounders | 4                |                  |  |                         |                         |                  |                  |  |                    |                    |             |             |                    |                              |                              |                              |       |  |
|  |                        |                        | Pumas UNAM             | Pumas UNAM           | 0                |                  |                  |                  |  |                         |                         |                  |                  |  |                    |                    |             |             |                    |                              |                              |                              |       |  |
|  | O1-2                   | Pumas UNAM             | Pumas UNAM             | Pumas UNAM           | 0                | 2                |                  |                  |  |                         |                         |                  |                  |  |                    |                    |             |             |                    |                              |                              |                              |       |  |
|  | O1-2                   | Pumas UNAM             |                        |                      |                  |                  |                  |                  |  |                         |                         |                  |                  |  |                    |                    |             |             |                    |                              |                              |                              |       |  |
|  | O7-1                   | Vancouver Whitecaps    | 0                      |                      |                  |                  |                  |                  |  |                         |                         |                  |                  |  |                    |                    |             |             |                    |                              |                              |                              |       |  |
|  | O7-1                   | Vancouver Whitecaps    | 0                      |                      |                  |                  |                  |                  |  | Seattle Sounders        | Seattle Sounders        | 0                |                  |  |                    |                    |             |             |                    |                              |                              |                              |       |  |
|  |                        |                        |                        |                      |                  |                  |                  |                  |  | Seattle Sounders        | Seattle Sounders        | 0                |                  |  |                    |                    |             |             |                    |                              |                              |                              |       |  |
|  |                        |                        | Los Angeles            | Los Angeles          | 3                |                  |                  |                  |  |                         |                         |                  |                  |  |                    |                    |             |             |                    |                              |                              |                              |       |  |
|  | O7-2                   | Los Angeles            | Los Angeles            | Los Angeles          | 3                | 2                |                  |                  |  |                         |                         |                  |                  |  |                    |                    |             |             |                    |                              |                              |                              |       |  |
|  | O7-2                   | Los Angeles            |                        |                      |                  |                  |                  |                  |  |                         |                         |                  |                  |  |                    |                    |             |             |                    |                              |                              |                              |       |  |
|  | O1-1                   | Austin                 | 0                      |                      |                  |                  |                  |                  |  |                         |                         |                  |                  |  |                    |                    |             |             |                    |                              |                              |                              |       |  |
|  | O1-1                   | Austin                 | 0                      |                      | Los Angeles      | Los Angeles      | 4                |                  |  |                         |                         |                  |                  |  |                    |                    |             |             |                    |                              |                              |                              |       |  |
|  |                        |                        |                        |                      | Los Angeles      | Los Angeles      | 4                |                  |  |                         |                         |                  |                  |  |                    |                    |             |             |                    |                              |                              |                              |       |  |
|  |                        |                        | San Jose Earthquakes   | San Jose Earthquakes | 1                |                  |                  |                  |  |                         |                         |                  |                  |  |                    |                    |             |             |                    |                              |                              |                              |       |  |
|  | O6-1                   | Necaxa                 | San Jose Earthquakes   | San Jose Earthquakes | 1                | 0                |                  |                  |  |                         |                         |                  |                  |  |                    |                    |             |             |                    |                              |                              |                              |       |  |
|  | O6-1                   | Necaxa                 |                        |                      |                  |                  |                  |                  |  |                         |                         |                  |                  |  |                    |                    |             |             |                    |                              |                              |                              |       |  |
|  | O2-2                   | San Jose Earthquakes   | 5                      |                      |                  |                  |                  |                  |  |                         |                         |                  |                  |  |                    |                    |             |             |                    |                              |                              |                              |       |  |
|  | O2-2                   | San Jose Earthquakes   | 5                      |                      |                  |                  |                  |                  |  |                         |                         |                  |                  |  |                    |                    |             |             |                    | Los Angeles                  | Los Angeles                  | 1                            |       |  |
|  |                        |                        |                        |                      |                  |                  |                  |                  |  |                         |                         |                  |                  |  |                    |                    |             |             |                    | Los Angeles                  | Los Angeles                  | 1                            |       |  |
|  |                        |                        | Columbus Crew          | Columbus Crew        | 3                |                  |                  |                  |  |                         |                         |                  |                  |  |                    |                    |             |             |                    |                              |                              |                              |       |  |
|  | E1-1                   | Cincinnati (p.)        | Columbus Crew          | Columbus Crew        | 3                | 1 (6)            |                  |                  |  |                         |                         |                  |                  |  |                    |                    |             |             |                    |                              |                              |                              |       |  |
|  | E1-1                   | Cincinnati (p.)        |                        |                      |                  |                  |                  |                  |  |                         |                         |                  |                  |  |                    |                    |             |             |                    |                              |                              |                              |       |  |
|  | E7-2                   | Santos Laguna          | 1 (5)                  |                      |                  |                  |                  |                  |  |                         |                         |                  |                  |  |                    |                    |             |             |                    |                              |                              |                              |       |  |
|  | E7-2                   | Santos Laguna          | 1 (5)                  |                      | Cincinnati       | Cincinnati       | 2                |                  |  |                         |                         |                  |                  |  |                    |                    |             |             |                    |                              |                              |                              |       |  |
|  |                        |                        |                        |                      | Cincinnati       | Cincinnati       | 2                |                  |  |                         |                         |                  |                  |  |                    |                    |             |             |                    |                              |                              |                              |       |  |
|  |                        |                        | Philadelphia Union     | Philadelphia Union   | 4                |                  |                  |                  |  |                         |                         |                  |                  |  |                    |                    |             |             |                    |                              |                              |                              |       |  |
|  | E2-2                   | Montréal               | Philadelphia Union     | Philadelphia Union   | 4                | 0                |                  |                  |  |                         |                         |                  |                  |  |                    |                    |             |             |                    |                              |                              |                              |       |  |
|  | E2-2                   | Montréal               |                        |                      |                  |                  |                  |                  |  |                         |                         |                  |                  |  |                    |                    |             |             |                    |                              |                              |                              |       |  |
|  | E4-1                   | Philadelphia Union     | 2                      |                      |                  |                  |                  |                  |  |                         |                         |                  |                  |  |                    |                    |             |             |                    |                              |                              |                              |       |  |
|  | E4-1                   | Philadelphia Union     | 2                      |                      |                  |                  |                  |                  |  | Philadelphia Union (p.) | Philadelphia Union (p.) | 1 (4)            |                  |  |                    |                    |             |             |                    |                              |                              |                              |       |  |
|  |                        |                        |                        |                      |                  |                  |                  |                  |  | Philadelphia Union (p.) | Philadelphia Union (p.) | 1 (4)            |                  |  |                    |                    |             |             |                    |                              |                              |                              |       |  |
|  |                        |                        | Mazatlán               | Mazatlán             | 1 (3)            |                  |                  |                  |  |                         |                         |                  |                  |  |                    |                    |             |             |                    |                              |                              |                              |       |  |
|  | E7-1                   | DC United              | Mazatlán               | Mazatlán             | 1 (3)            | 1                |                  |                  |  |                         |                         |                  |                  |  |                    |                    |             |             |                    |                              |                              |                              |       |  |
|  | E7-1                   | DC United              |                        |                      |                  |                  |                  |                  |  |                         |                         |                  |                  |  |                    |                    |             |             |                    |                              |                              |                              |       |  |
|  | E5-2                   | Mazatlán               | 2                      |                      |                  |                  |                  |                  |  |                         |                         |                  |                  |  |                    |                    |             |             |                    |                              |                              |                              |       |  |
|  | E5-2                   | Mazatlán               | 2                      |                      | Mazatlán (p.)    | Mazatlán (p.)    | 2 (3)            |                  |  |                         |                         |                  |                  |  |                    |                    |             |             |                    |                              |                              |                              |       |  |
|  |                        |                        |                        |                      | Mazatlán (p.)    | Mazatlán (p.)    | 2 (3)            |                  |  |                         |                         |                  |                  |  |                    |                    |             |             |                    |                              |                              |                              |       |  |
|  |                        |                        | Cruz Azul              | Cruz Azul            | 2 (1)            |                  |                  |                  |  |                         |                         |                  |                  |  |                    |                    |             |             |                    |                              |                              |                              |       |  |
|  | E4-2                   | Cruz Azul (p.)         | Cruz Azul              | Cruz Azul            | 2 (1)            | 0 (5)            |                  |                  |  |                         |                         |                  |                  |  |                    |                    |             |             |                    |                              |                              |                              |       |  |
|  | E4-2                   | Cruz Azul (p.)         |                        |                      |                  |                  |                  |                  |  |                         |                         |                  |                  |  |                    |                    |             |             |                    |                              |                              |                              |       |  |
|  | E2-1                   | Orlando City           | 0 (4)                  |                      |                  |                  |                  |                  |  |                         |                         |                  |                  |  |                    |                    |             |             |                    |                              |                              |                              |       |  |
|  | E2-1                   | Orlando City           | 0 (4)                  |                      |                  |                  |                  |                  |  |                         |                         |                  |                  |  | Philadelphia Union | Philadelphia Union | 1           |             |                    |                              |                              |                              |       |  |
|  |                        |                        |                        |                      |                  |                  |                  |                  |  |                         |                         |                  |                  |  | Philadelphia Union | Philadelphia Union | 1           |             |                    |                              |                              |                              |       |  |
|  |                        |                        | Columbus Crew          | Columbus Crew        | 3                |                  |                  |                  |  |                         |                         |                  |                  |  |                    |                    |             |             |                    |                              |                              |                              |       |  |
|  | E3-1                   | Tigres UANL            | Columbus Crew          | Columbus Crew        | 3                | 1                |                  |                  |  |                         |                         |                  |                  |  |                    |                    |             |             |                    |                              |                              |                              |       |  |
|  | E3-1                   | Tigres UANL            |                        |                      |                  |                  |                  |                  |  |                         |                         |                  |                  |  |                    |                    |             |             |                    |                              |                              |                              |       |  |
|  | E6-2                   | Pachuca                | 0                      |                      |                  |                  |                  |                  |  |                         |                         |                  |                  |  |                    |                    |             |             |                    |                              |                              |                              |       |  |
|  | E6-2                   | Pachuca                | 0                      |                      | Tigres UANL      | Tigres UANL      | 1                |                  |  |                         |                         |                  |                  |  |                    |                    |             |             |                    |                              |                              |                              |       |  |
|  |                        |                        |                        |                      | Tigres UANL      | Tigres UANL      | 1                |                  |  |                         |                         |                  |                  |  |                    |                    |             |             |                    |                              |                              |                              |       |  |
|  |                        |                        | New York City          | New York City        | 2                |                  |                  |                  |  |                         |                         |                  |                  |  |                    |                    |             |             |                    |                              |                              |                              |       |  |
|  | E1-2                   | New York City (p.)     | New York City          | New York City        | 2                | 1 (7)            |                  |                  |  |                         |                         |                  |                  |  |                    |                    |             |             |                    |                              |                              |                              |       |  |
|  | E1-2                   | New York City (p.)     |                        |                      |                  |                  |                  |                  |  |                         |                         |                  |                  |  |                    |                    |             |             |                    |                              |                              |                              |       |  |
|  | E5-1                   | New England Revolution | 1 (6)                  |                      |                  |                  |                  |                  |  |                         |                         |                  |                  |  |                    |                    |             |             |                    |                              |                              |                              |       |  |
|  | E5-1                   | New England Revolution | 1 (6)                  |                      |                  |                  |                  |                  |  | New York City           | New York City           | 1 (3)            |                  |  |                    |                    |             |             |                    |                              |                              |                              |       |  |
|  |                        |                        |                        |                      |                  |                  |                  |                  |  | New York City           | New York City           | 1 (3)            |                  |  |                    |                    |             |             |                    |                              |                              |                              |       |  |
|  |                        |                        | Columbus Crew (p.)     | Columbus Crew (p.)   | 1 (4)            |                  |                  |                  |  |                         |                         |                  |                  |  |                    |                    |             |             |                    |                              |                              |                              |       |  |
|  | E6-1                   | Toronto                | Columbus Crew (p.)     | Columbus Crew (p.)   | 1 (4)            | 3                |                  |                  |  |                         |                         |                  |                  |  |                    |                    |             |             |                    |                              |                              |                              |       |  |
|  | E6-1                   | Toronto                |                        |                      |                  |                  |                  |                  |  |                         |                         |                  |                  |  |                    |                    |             |             |                    |                              |                              |                              |       |  |
|  | E3-2                   | Inter Miami            | 4                      |                      |                  |                  |                  |                  |  |                         |                         |                  |                  |  |                    |                    |             |             |                    |                              |                              |                              |       |  |
|  | E3-2                   | Inter Miami            | 4                      |                      | Inter Miami      | Inter Miami      | 2                |                  |  |                         |                         |                  |                  |  |                    |                    |             |             |                    | Partido por el tercer puesto | Partido por el tercer puesto | Partido por el tercer puesto |       |  |
|  |                        |                        |                        |                      | Inter Miami      | Inter Miami      | 2                |                  |  |                         |                         |                  |                  |  |                    |                    |             |             |                    | Partido por el tercer puesto | Partido por el tercer puesto | Partido por el tercer puesto |       |  |
|  |                        |                        | Columbus Crew          | Columbus Crew        | 3                |                  |                  |                  |  |                         |                         |                  |                  |  |                    |                    |             |             |                    |                              |                              |                              |       |  |
|  | O4-2                   | Sporting Kansas City   | Columbus Crew          | Columbus Crew        | 3                | 0                |                  |                  |  |                         |                         |                  |                  |  |                    |                    |             |             | Philadelphia Union | Philadelphia Union           | 2 (1)                        |                              |       |  |
|  | O4-2                   | Sporting Kansas City   |                        |                      |                  |                  |                  |                  |  |                         |                         |                  |                  |  |                    |                    |             |             | Philadelphia Union | Philadelphia Union           | 2 (1)                        |                              |       |  |
|  | MLS                    | Columbus Crew          | 4                      |                      |                  |                  |                  |                  |  |                         |                         |                  |                  |  |                    |                    |             |             |                    |                              | Colorado Rapids (p.)         | Colorado Rapids (p.)         | 2 (3) |  |
|  | MLS                    | Columbus Crew          | 4                      |                      |                  |                  |                  |                  |  |                         |                         |                  |                  |  |                    |                    |             |             |                    |                              | Colorado Rapids (p.)         | Colorado Rapids (p.)         | 2 (3) |  |
|  |                        |                        |                        |                      |                  |                  |                  |                  |  |                         |                         |                  |                  |  |                    |                    |             |             |                    |                              |                              |                              |       |  |

### Dieciseisavos de final
| Equipo 1             | Resultado    | Equipo 2               |
| -------------------- | ------------ | ---------------------- |
| América              | 2–1          | Atlas                  |
| St. Louis City       | 3–1          | Portland Timbers       |
| Toluca               | 2–2 (5–4 p.) | Houston Dynamo         |
| Colorado Rapids      | 3–2          | Juárez                 |
| LA Galaxy            | 1–3          | Seattle Sounders       |
| Pumas UNAM           | 2–0          | Vancouver Whitecaps    |
| Los Angeles          | 2–0          | Austin                 |
| Necaxa               | 0–5          | San Jose Earthquakes   |
| Cincinnati           | 1–1 (5-6 p.) | Santos Laguna          |
| Montréal             | 0–2          | Philadelphia Union     |
| DC United            | 1–2          | Mazatlán               |
| Cruz Azul            | 0–0 (5–4 p.) | Orlando City           |
| Tigres UANL          | 1–0          | Pachuca                |
| New York City        | 1–1 (7–6 p.) | New England Revolution |
| Inter Miami          | 4–3          | Toronto                |
| Sporting Kansas City | 0–4          | Columbus Crew          |

### Octavos de final
| Equipo 1         | Resultado    | Equipo 2             |
| ---------------- | ------------ | -------------------- |
| América          | 4–2          | St. Louis City       |
| Toluca           | 1–2          | Colorado Rapids      |
| Seattle Sounders | 4–0          | Pumas UNAM           |
| Los Angeles      | 4–1          | San Jose Earthquakes |
| Cincinnati       | 2–4          | Philadelphia Union   |
| Mazatlán         | 2–2 (3–1 p.) | Cruz Azul            |
| Tigres UANL      | 1–2          | New York City        |
| Inter Miami      | 2–3          | Columbus Crew        |

### Cuartos de final
| Equipo 1           | Resultado    | Equipo 2        |
| ------------------ | ------------ | --------------- |
| América            | 0–0 (8–9 p.) | Colorado Rapids |
| Seattle Sounders   | 0–3          | Los Angeles     |
| Philadelphia Union | 1–1 (4–3 p.) | Mazatlán        |
| New York City      | 1–1 (3–4 p.) | Columbus Crew   |

### Semifinal
| Equipo 1           | Resultado | Equipo 2      |
| ------------------ | --------- | ------------- |
| Colorado Rapids    | 0–4       | Los Angeles   |
| Philadelphia Union | 1–3       | Columbus Crew |

### Definición del tercer lugar
| Equipo 1           | Resultado    | Equipo 2        |
| ------------------ | ------------ | --------------- |
| Philadelphia Union | 2–2 (1–3 p.) | Colorado Rapids |

### Final
| Equipo 1    | Resultado | Equipo 2      |
| ----------- | --------- | ------------- |
| Los Angeles | 1–3       | Columbus Crew |

|                                   |
| Bandera de Estados Unidos         |
| Campeón Columbus Crew 1.er título |

## Estadísticas

### Máximos goleadores
| Jugador              | Club                 | Goles |
| -------------------- | -------------------- | ----- |
| Tai Baribo           | Philadelphia Union   | 7     |
| Denis Bouanga        | Los Angeles          | 6     |
| Diego Rossi          | Columbus Crew        | 6     |
| Jeremy Ebobisse      | San Jose Earthquakes | 4     |
| Cucho Hernández      | Columbus Crew        | 4     |
| Cristian Olivera     | Los Angeles          | 4     |
| Matías Rojas         | Inter Miami          | 4     |
| Jesús Ricardo Angulo | Toluca               | 3     |
| Mateusz Bogusz       | Los Angeles          | 3     |
| Kei Kamara           | Los Angeles          | 3     |
| Jordan Morris        | Seattle Sounders     | 3     |
| Santiago Rodríguez   | New York City        | 3     |

## Clasificados a laCopa de Campeones de la Concacaf 2025
| Bandera de Estados Unidos | Bandera de Estados Unidos | Bandera de Estados Unidos |
| ------------------------- | ------------------------- | ------------------------- |
| Columbus Crew             | Los Angeles               | Colorado Rapids           |
| Campeón                   | Subcampeón                | Tercer puesto             |